# Aquilegia nuragica
Aquilegia nuragica (лат.) — многолетнее травянистое растение, вид рода Водосбор (Aquilegia) семейства Лютиковые (Ranunculaceae). Эндемик Италии, встречающийся только на Сардинии.

## Ботаническое описание
Aquilegia nuragica — травянистое растение с единственным стволом, который делится на три стебля. Цветки бледно-голубые или белые, состоящие из пяти сросшихся лепестков с крючковатым концом.

## Ареал и местообитание
Aquilegia nuragica — эндемик Сардинии, встречается только на одной территории площадью около 50 м² в Горропу, недалеко от Урцулеи. Растёт на почти вертикальных известняковых скалах в ущелье реки Флуминедду. Иногда его можно найти на песчано-галечном субстрате русла реки из-за того, что семена разлетаются со скалы.
Естественная среда обитания A. nuragica — средиземноморская кустарниковая растительность.

## Таксономия
Видовой эпитет относится к типичным каменным строениям на Сардинии нураги.

## Охранный статус
Международный союз охраны природы классифицирует природоохранный статус вида как «находящийся на грани полного исчезновения». Уменьшение популяции растений, по-видимому, связано с естественными факторами, хотя из-за недоступности участка трудно исследовать причины сокращения. Вид не подвержен опасности выпаса скота из-за токсичности растения. В настоящее время этот вид не находится под какой-либо правовой защитой.